# Orbaneja Riopico
Orbaneja Riopico är en kommun i Spanien.   Den ligger i provinsen Provincia de Burgos och regionen Kastilien och Leon, i den norra delen av landet, 220 km norr om huvudstaden Madrid. Antalet invånare är 233. Arean är 9,0 kvadratkilometer. Orbaneja Riopico gränsar till Burgos, Rubena, Cardeñuela Riopico, Ibeas de Juarros och Cardeñajimeno. 
Terrängen i Orbaneja Riopico är platt.